# Manchester United F.C. mùa bóng 1932–33
Mùa giải 1932-33 là mùa giải thứ 37 của Manchester United F.C. ở The Football League. Mùa giải trước, Đội bóng chỉ xếp thứ 12 nhưng ở mùa giải này, United đã cải thiện được thành tích đáng kể khi xếp vị trí thứ 6 tuy nhiên không đủ giúp Đội bóng tranh suất đá play off thăng hạng.

## Giải bóng đá hạng hai Anh
| Thời gian                | Đối thủ              | H/A | Tỷ số Bt-Bb | Cầu thủ ghi bàn                    | Số lượng khán giả |
| ------------------------ | -------------------- | --- | ----------- | ---------------------------------- | ----------------- |
| 27 tháng 8 năm 1932      | Stoke City           | H   | 0 – 2       |                                    | 24,996            |
| 29 tháng 8 năm 1932      | Charlton Athletic    | A   | 1 – 0       | Spence                             | 12,946            |
| 3 tháng 9 năm 1932       | Southampton          | A   | 2 – 4       | Reid, own goal                     | 7,978             |
| 7 tháng 9 năm 1932       | Charlton Athletic    | H   | 1 – 1       | McLenahan                          | 9,480             |
| 10 tháng 9 năm 1932      | Tottenham Hotspur    | A   | 1 – 6       | Ridding                            | 23,333            |
| 17 tháng 9 năm 1932      | Grimsby Town         | H   | 1 – 1       | Brown                              | 17,662            |
| 24 tháng 9 năm 1932      | Oldham Athletic      | A   | 1 – 1       | Spence                             | 14,403            |
| 1 tháng 10 năm 1932      | Preston North End    | H   | 0 – 0       |                                    | 20,800            |
| 8 tháng 10 năm 1932      | Burnley              | A   | 3 – 2       | Brown, Gallimore, Spence           | 5,314             |
| 15 tháng 10 năm 1932     | Bradford Park Avenue | H   | 2 – 1       | Reid (2)                           | 18,918            |
| 22 tháng 10 năm 1932     | Millwall             | H   | 7 – 1       | Reid (3), Brown, Gallimore, Spence | 15,860            |
| 29 tháng 10 năm 1932     | Port Vale            | A   | 3 – 3       | Ridding (2), Brown                 | 7,138             |
| 5 tháng 11 năm 1932      | Notts County         | H   | 2 – 0       | Gallimore, Ridding                 | 24,178            |
| 12 tháng 11 năm 1932     | Bury                 | A   | 2 – 2       | Brown, Ridding                     | 21,663            |
| 19 tháng 11 năm 1932     | Fulham               | H   | 4 – 3       | Gallimore (2), Brown, Ridding      | 28,803            |
| 26 tháng 11 năm 1932     | Chesterfield         | A   | 1 – 1       | Ridding                            | 10,277            |
| 3 tháng 12 năm 1932      | Bradford City        | H   | 0 – 1       |                                    | 28,513            |
| 10 tháng 12 năm 1932     | West Ham United      | A   | 1 – 3       | Ridding                            | 13,435            |
| 17 tháng 12 năm 1932     | Lincoln City         | H   | 4 – 1       | Reid (3), own goal                 | 18,021            |
| 24 tháng 12 năm 1932     | Swansea Town         | A   | 1 – 2       | Brown                              | 10,727            |
| 26 tháng 12 năm 1932     | Plymouth Argyle      | A   | 3 – 2       | Spence (2), Reid                   | 33,776            |
| 31 tháng 12 năm 1932     | Stoke City           | A   | 0 – 0       |                                    | 14,115            |
| 2 tháng 1 năm 1933       | Plymouth Argyle      | H   | 4 – 0       | Ridding (2), Chalmers, Spence      | 30,257            |
| 7 tháng 1 năm 1933       | Southampton          | H   | 1 – 2       | McDonald                           | 21,364            |
| 21 tháng 1 năm 1933      | Tottenham Hotspur    | H   | 2 – 1       | Frame, McDonald                    | 20,661            |
| 31 tháng 1 năm 1933      | Grimsby Town         | A   | 1 – 1       | Stewart                            | 4,020             |
| 4 tháng 2 năm 1933       | Oldham Athletic      | H   | 2 – 0       | Ridding, Stewart                   | 15,275            |
| ngày 11 tháng 2 năm 1933 | Preston North End    | A   | 3 – 3       | Dewar, Hopkinson, Stewart          | 15,662            |
| 22 tháng 2 năm 1933      | Burnley              | H   | 2 – 1       | McDonald, Warburton                | 18,533            |
| 4 tháng 3 năm 1933       | Millwall             | A   | 0 – 2       |                                    | 22,587            |
| 11 tháng 3 năm 1933      | Port Vale            | H   | 1 – 1       | Hine                               | 24,690            |
| 18 tháng 3 năm 1933      | Notts County         | A   | 0 – 1       |                                    | 13,018            |
| 25 tháng 3 năm 1933      | Bury                 | H   | 1 – 3       | McLenahan                          | 27,687            |
| 1 tháng 4 năm 1933       | Fulham               | A   | 1 – 3       | Dewar                              | 21,477            |
| 5 tháng 4 năm 1933       | Bradford Park Avenue | A   | 1 – 1       | Vincent                            | 6,314             |
| 8 tháng 4 năm 1933       | Chesterfield         | H   | 2 – 1       | Dewar, Frame                       | 16,031            |
| 14 tháng 4 năm 1933      | Nottingham Forest    | A   | 2 – 3       | Brown, Dewar                       | 12,963            |
| 15 tháng 4 năm 1933      | Bradford City        | A   | 2 – 1       | Brown, Hine                        | 11,195            |
| 17 tháng 4 năm 1933      | Nottingham Forest    | H   | 2 – 1       | Hine, McDonald                     | 16,849            |
| 22 tháng 4 năm 1933      | West Ham United      | H   | 1 – 2       | Dewar                              | 14,958            |
| 29 tháng 4 năm 1933      | Lincoln City         | A   | 2 – 3       | Dewar, Hine                        | 8,507             |
| 6 tháng 5 năm 1933       | Swansea Town         | H   | 1 – 1       | Hine                               | 65,988            |

| # | Câu lạc bộ        | Tr | T  | H  | B  | Bt | Bb | Hs | Điểm |
| - | ----------------- | -- | -- | -- | -- | -- | -- | -- | ---- |
| 5 | Nottingham Forest | 42 | 17 | 15 | 10 | 67 | 59 | +8 | 49   |
| 6 | Manchester United | 42 | 15 | 13 | 14 | 71 | 68 | +3 | 43   |
| 7 | Millwall          | 42 | 16 | 11 | 15 | 59 | 57 | +2 | 43   |

## FA Cup
| Thời gian           | Vòng đấu | Đối thủ       | H/A | Tỷ số Bt-Bb | Cầu thủ ghi bàn | Số lượng khán giả |
| ------------------- | -------- | ------------- | --- | ----------- | --------------- | ----------------- |
| 14 tháng 1 năm 1933 | Vòng 3   | Middlesbrough | H   | 1 – 4       | Spence          | 36,991            |

## Thống kê cầu thủ
| Vị trí | Tên cầu thủ        | League  | League       | FA Cup  | FA Cup       | Tổng cộng | Tổng cộng    |
| Vị trí | Tên cầu thủ        | Số trận | Số bàn thắng | Số trận | Số bàn thắng | Số trận   | Số bàn thắng |
| ------ | ------------------ | ------- | ------------ | ------- | ------------ | --------- | ------------ |
| GK     | John Moody         | 42      | 0            | 1       | 0            | 43        | 0            |
| FB     | Tommy Frame        | 33      | 2            | 1       | 0            | 34        | 2            |
| FB     | Tom Jones          | 10      | 0            | 0       | 0            | 10        | 0            |
| FB     | Jack Mellor        | 40      | 0            | 1       | 0            | 41        | 0            |
| FB     | Jack Silcock       | 27      | 0            | 1       | 0            | 28        | 0            |
| FB     | Henry Topping      | 5       | 0            | 0       | 0            | 5         | 0            |
| HB     | George McLachlan   | 17      | 0            | 0       | 0            | 17        | 0            |
| HB     | Hugh McLenahan     | 24      | 2            | 1       | 0            | 25        | 2            |
| HB     | Tom Manley         | 19      | 0            | 0       | 0            | 19        | 0            |
| HB     | Ernest Vincent     | 40      | 1            | 1       | 0            | 41        | 1            |
| FW     | Dick Black         | 1       | 0            | 0       | 0            | 1         | 0            |
| FW     | Jim Brown          | 25      | 10           | 0       | 0            | 25        | 10           |
| FW     | Stewart Chalmers   | 22      | 1            | 1       | 0            | 23        | 1            |
| FW     | Neil Dewar         | 15      | 6            | 0       | 0            | 15        | 6            |
| FW     | Arthur Fitton      | 4       | 0            | 0       | 0            | 4         | 0            |
| FW     | Stanley Gallimore  | 12      | 5            | 0       | 0            | 12        | 5            |
| FW     | Herbert Heywood    | 1       | 0            | 0       | 0            | 1         | 0            |
| FW     | Ernie Hine         | 14      | 5            | 0       | 0            | 14        | 5            |
| FW     | Samuel Hopkinson   | 6       | 1            | 0       | 0            | 6         | 1            |
| FW     | Willie McDonald    | 21      | 4            | 0       | 0            | 21        | 4            |
| FW     | Andy Mitchell      | 1       | 0            | 0       | 0            | 1         | 0            |
| FW     | Louis Page         | 3       | 0            | 0       | 0            | 3         | 0            |
| FW     | Thomas Reid        | 11      | 10           | 1       | 0            | 12        | 10           |
| FW     | Bill Ridding       | 23      | 11           | 1       | 0            | 24        | 11           |
| FW     | Joe Spence         | 19      | 7            | 1       | 1            | 20        | 8            |
| FW     | William Stewart    | 21      | 3            | 1       | 0            | 22        | 3            |
| FW     | Arthur Warburton   | 6       | 1            | 0       | 0            | 6         | 1            |
| –      | Số bàn thắng riêng | –       | 2            | –       | 0            | –         | 2            |